# Régie des alcools, des courses et des jeux du Québec
Ne doit pas être confondu avec Société des alcools du Québec.
La Régie des alcools, des courses et des jeux du Québec (RACJ) est un organisme du gouvernement du Québec responsable de l'encadrement, de la surveillance et du contrôle des activités liées aux boissons alcoolisées, aux courses de chevaux, aux sports de combat professionnels et aux jeux, tels les loteries.

## Mandat
La Régie des alcools, des courses et des jeux du Québec (RACJ) est un organisme du gouvernement du Québec sous la responsabilité parlementaire du ministre de la Sécurité publique, a la responsabilité, en tout ou en partie, de l’encadrement, de la surveillance et du contrôle des activités des secteurs suivants, et ce, dans le but d’assurer la sécurité, la tranquillité et l’intérêt publics :
- le service et la vente de boissons alcooliques au public, et ce, dans les établissements autorisés à cet effet;
- la fabrication, la distribution et l’entreposage de boissons alcooliques par les titulaires de permis;
- les courses de chevaux, l’élevage des chevaux et leur entraînement, de même que l’exploitation de salles de paris où sont retransmises les courses de chevaux;
- les manifestations de sports de combat pratiqués par des professionnels, mieux connus sous les appellations boxe, kick-boxing et boxe mixte;
- le jeu, sous différentes formes, notamment le bingo, les loteries, les tirages, les appareils d’amusement et les appareils de loterie vidéo;
- les casinos d'État, afin de s'assurer que l'embauche du personnel et l'octroi de contrats aux fournisseurs soient conformes aux conditions prévues aux Règles sur les conditions d'embauche dans un casino d'État;
- la vérification des appareils de loterie vidéo afin de s'assurer que le taux de retour est statistiquement conforme à celui prévu et annoncé aux joueurs. Également, l'approbation de la liste des laboratoires, établie par la Société des loteries du Québec, certifiant ces appareils avant leur mise en service dans un casino d'État ou ailleurs. Elle est considérée comme un tribunal administratif.

Dans la réalisation de son mandat, la Régie délivre, si rien ne s’y oppose, des permis, des licences et des autorisations permettant l'exercice des activités dont elle assure la surveillance et le contrôle. Pour s’assurer du respect des conditions relatives à l’exploitation de ceux-ci, la Régie effectue des inspections de concert avec la Sûreté du Québec et les corps de police municipaux. Lorsque des manquements sont constatés, la Régie peut convoquer le titulaire en audition.
Les auditions se déroulent devant les régisseurs selon le modèle d'un tribunal administratif. Ainsi, ils entendent les témoins, analysent les témoignages ainsi que la preuve présentée devant eux et rendent une décision écrite et motivée. Celle-ci peut se traduire par la suspension ou la révocation d’un permis, d’une licence ou d’une autorisation. La décision est exécutoire et appliquée par les corps policiers. Une personne visée par une décision de la Régie peut, dans un délai de 30 jours de sa notification, la contester devant le Tribunal administratif du Québec ou devant la Cour du Québec, le cas échéant . Les décisions de la Régie sont accessibles en ligne sur le site de canlii.org ou de SOQUIJ. Les décisions du Tribunal administratif du Québec concernant la Régie y sont également accessibles.

## Historique

### Entités précédentes

#### Régie des permis d'alcool (1980–1993)
Le 1er juin 1980 est instaurée la Régie des permis d'alcool par proclamation du gouvernement après le vote du projet de loi 55 sanctionné le 21 décembre 1979. La Commission de contrôle des permis d'alcool est abolie.
La Régie des permis d'alcool est transférée du ministère de la Justice au ministère du Solliciteur général lorsque celui-ci est créé  le 10 décembre 1986.
Le 22 juin 1990 marque l'entrée en vigueur du projet de loi qui transfère à la Régie des permis d'alcool les missions liés à la délivrance des permis de production d'alcools ainsi que la surveillance des activités de production. Cette mission était avant cette date dévolue au ministère de l'Industrie, du Commerce et de la Technologie.
La veille de l'adoption du projet de loi 84 instituant la RACJ, le juge Jacques Vaillancourt de la Cour supérieure rend un jugement déclarant la Régie des permis d'alcool ultra vires car n'offrant pas assez de garantie d'indépendance et d'impartialité, donc non conforme à la Charte des droits et libertés de la personne. Le juge estime que les régisseurs sont trop dépendants du ministère de la Sécurité publique et de la Régie elle-même pour émettre des décisions impartiales dans leurs octrois, révocations ou suspensions des permis d'alcool. La RACJ, repreneuse d'instance de la Régie des permis d'alcool après sa dissolution, et le procureur général du Québec, font appel de la décision qui est ensuite entendue en Cour suprême en 1996.

#### Régie de la sécurité dans les sports (1980–1993)
Le 25 juin 1980 est institué la Régie de la sécurité dans les sports du Québec (RSSQ), lorsque la Loi sur la sécurité dans les sports entre en vigueur.
La loi de 1980 prévoyait que la RSSQ remplace les commissions athlétiques municipales, qui étaient alors les instances chargées d'organiser les associations sportives et réglementer les combats de sports de combat. L'article prévoyant ce remplacement n'entre en vigueur que le 28 septembre 1987.
Les pouvoirs de la Régie sont étendus en décembre 1984 et mars 1986 pour lui donner plus de moyens de contrôle sur les manifestions de sports de combat. Des pouvoirs additionnels lui sont attribués en 1988 pour assurer la sécurité de la pratique du ski alpin.
Cette même année, le gouvernement prend un décret, entrant en vigueur le 1er juin, qui prévoit l'obligation de porter un casque et un protecteur facial lors de la pratique du hockey sur glace. Il est estimé par la Régie que ce règlement a permis d'éviter des coûts d'environ 3 millions de dollars entre 1988 et 1995 du fait des blessures évitées. En janvier 1992 le règlement est modifié pour préciser qu'un protecteur facial complet doit être utilisé.
Le budget de la Régie est coupé du tiers dans les crédits budgétaires prévus pour 1992-1993.

### Création de la RACJ
La RACJ est née le 14 juillet 1993 lorsque le projet de loi 84 est entré en vigueur, après son vote et sanction royale obtenue le 18 juin 1993. Certaines dispositions du projet de loi (notamment la régulation des courses de chevaux) sont entrées en vigueur le 27 octobre 1993.
Dès le 14 juillet 1993, la Régie des permis d'alcool et la Régie des loteries sont dissoutes et remplacées par le RACJ. La Commission des courses du Québec est dissoute et remplacée par la RACJ le 27 octobre 1993. À l'occasion de la réforme les services de promotion et d'aide à l'industrie des courses de chevaux ne sont pas transférées à la RACJ mais au ministère de l'Agriculture, des Pêcheries et de l'Alimentation. En plus des missions de ces 3 entités, la RACJ dispose de pouvoirs additionnels au sujet de l'encadrement des loteries vidéo et des activités des casinos d'État,.

### Attribution de missions supplémentaires

#### Décembre 1993: Adoption du projet de loi 132
Quelques semaines plus tard, le projet de loi 132 est déposé pour améliorer ou corriger certains aspects techniques du projet de loi 84 adopté à l'été 1993. Le projet de loi 132, adopté le 17 décembre 1993, prévoit notamment:
- Que la RACJ peut tenir des audiences publiques pour préparer ses avis au ministère de la Sécurité publique[25];
- Les concours publicitaires devront être autorisé par la RACJ[26];
- Les motifs pouvant mener à un refus ou suspension de permis de loterie vidéo sont précisés dans la loi ;
- L'interdiction de vendre de l'alcool à une personne en état d'ébriété avancée[27];
- La Loi sur les permis d'alcool est modifiée pour permettre à la RACJ de fixer un prix minimum pour la vente au détail de bière et d'obliger les détaillants à empêcher l'accès aux boissons alcooliques en dehors de heures de ventes autorisés par le permis de l'établissement[28].

#### Avril 1998: obtention du mandat de réglementation des sports de combats
Le gouvernement du Québec annonce en février 1997 que la Régie de la sécurité dans les sports serait abolie,.
Le 1er avril 1998 marque l'entrée en vigueur du projet de loi 160 qui abolit la Régie de la sécurité dans les sports et prévoit le transfert de ses attributions au ministère des Affaires municipales à l'exception explicite de la réglementation des sports de combat qui échoit à la RACJ.

### Chronologie institutionnelle
- 25 février 1921 : Institution de la Commission des liqueurs de Québec ;
- 13 avril 1961 : Institution de la Régie des alcools du Québec ;
- 23 janvier 1970 : Institution de la Régie des loteries et courses du Québec ;
- 30 juillet 1971 : Institution de la Société des alcools du Québec ;
- 1er septembre 1971 : Institution de la Commission de contrôle des permis d'alcool du Québec ;
- 25 juin 1980 : Institution de la Régie de la sécurité dans les sports ;
- 31 mars 1988 : Institution de la Commission des courses de chevaux du Québec ;
- 2 décembre 1992 : la responsabilité ministérielle de la Loi sur les loteries, les concours publicitaires et les appareils d'amusement est transféré du ministre du Revenu au ministre de la Sécurité publique[32], la Régie des loteries et courses fait l'objet d'un transfert identique en juillet 1993 ;
- 17 juin 2005 : Transfert au ministre de l'Éducation, du Loisir et du Sport des responsabilités du ministre des Affaires municipales en matière de sécurité dans les sports

### Identité visuelle (logotype)

Logo de la RACJ de 1999 à juin 2001.
Logo de la RACJ depuis juin 2001.